# Selkäsaaret (ö i Finland, Södra Savolax, Pieksämäki, lat 61,74, long 27,75)
Selkäsaaret är en ö i Finland. Den ligger i sjön Saimen och i kommunen Jockas i den ekonomiska regionen  Pieksämäki ekonomiska region  och landskapet Södra Savolax, i den södra delen av landet, 230 km nordost om huvudstaden Helsingfors. Öns area är 6,9 hektar och dess största längd är 400 meter i öst-västlig riktning.  Notera att namnet antyder att det är fråga om flera öar.